# Innogy

## RWE leányvállalatként
Az Innogy SE egy esseni központú európai részvénytársaság, mely korábban a német RWE energetikai konszern leányvállalata volt. Az RWE profiltisztítást megcélozandó, a megújuló energia, a közműhálózat és a kiskereskedelmi ágazat külön leányvállalatba történő leválasztása nyomán jött létre 2016-ban. Az új entitás az RWE következő leányvállalatait foglalta magába: RWE Innogy, RWE Deutschland, RWE Effizienz, RWE Vertrieb and RWE Energiedienstleistungen. A cég mintegy 23 millió fogyasztót lát el szerte Európában. Magyarországon jelenleg az ELMŰ és az ÉMÁSZ áramszolgáltatók, illetve elosztóhálózat-üzemeltetők vannak az Innogy tulajdonában.
A cég papírjait 2016. október 7-étől jegyzik a Frankfurti Értékpapírtőzsdén.
2017 novemberében jelentették be, hogy az Innogy keresi a módját, hogy egyesítse az Egyesült Királyságban az energia kiskereskedelemben működő cégét, az npower-t a rivális Scottish and Southern Energy plc hasonló üzletágával.

## E.ON-RWE tranzakció
2018. március 12-én bejelentették, hogy az E.ON felvásárolja az Innogy-t egy bonyolult eszközcsere-megállapodás részeként, mely az E.ON és az RWE között köttetett. A megállapodás arról szólt, hogy az E.ON megvásárolja az RWE 76,8 százalékos részesedését az Innogyban, továbbá eszközcsere révén az RWE megvásárolja az E.ON megújulóenergia-üzletágának jelentős részét, az innogy teljes megújulóenergia-üzletágát, illetve 16,67 százalékos kisebbségi tulajdonrészt kap. 2019. szeptember 17-én az Európai Bizottság jóváhagyta a felvásárlást.
2019. október 4-én a tranzakciókban érintett felek bejelentették a következőket:
- Az E.ON Tiszántúli Áramhálózati Zrt. az Opus tulajdonába kerül;
- A Budapesti Elektromos Művek az E.ON csoport tulajdonába kerül;
- Az ÉMÁSZ Hálózati Kft. az MVM csoport tulajdonába kerül;
- A Budapesti Dísz-és Közvilágítási Kft. 50%-os részesedése az MVM tulajdonába kerül;
- Az MVM pénzügyi befektetőként 25%-os kisebbségi részesedést szerez az E.ON Hungáriában.

2020. április 1-jétől, az egyesülés fontos lépéseként Kiss Attila az E.ON Hungária Zrt. elnök-vezérigazgatója lett az ELMŰ-ÉMÁSZ társaságcsoport igazgatóságának elnöke.
2020. június 2-án bejegyezték az E.ON és az Innogy egyesülését, így a tranzakció sikeresen lezárult.

## Fordítás
- Ez a szócikk részben vagy egészben  az   Innogy című angol Wikipédia-szócikk fordításán alapul.  Az eredeti cikk szerkesztőit annak laptörténete sorolja fel. Ez a jelzés csupán a megfogalmazás eredetét és a szerzői jogokat jelzi, nem szolgál a cikkben szereplő információk forrásmegjelöléseként.